# جی-هوپ
این یک نام کره‌ای است؛ نام خانوادگی جونگ است.
جونگ هو-سوک (به کره‌ای :정호석؛ زادهٔ ۱۸ فوریهٔ ۱۹۹۴) که بیشتر با نام هنری جی-هوپ (به انگلیسی: J-Hope) شناخته می‌شود، رپر، ترانه‌سرا، رقصنده و تهیه‌کنندهٔ موسیقی اهل کرهٔ جنوبی است. او فعالیت خود را در سال ۲۰۱۳، به‌عنوان عضوی از گروه پسرانهٔ کره‌ای بی‌تی‌اس، زیر نظر بیگ هیت انترتینمنت آغاز کرد.
جی-هوپ نخستین میکس‌تیپ انفرادی خود را با عنوان دنیای هوپ، در سال ۲۰۱۸ منتشر کرد. این آلبوم بازخوردهای مثبتی را از منتقدین موسیقی دریافت کرد و در جایگاه ۳۸ بیلبورد ۲۰۰ ایالات متحده قرار گرفت؛ در آن زمان این بالاترین جایگاهی بود که یک هنرمند تک‌خوان کره‌ای، در این جدول به آن دست یافت. او اولین عضو بی‌تی‌اس بود که در سال ۲۰۱۹، با تک‌آهنگ «سوپ نودل مرغ» وارد جدول ۱۰۰ آهنگ داغ بیلبورد شد. این ترانه که بکی جی نیز در آن حضور داشت، در رتبهٔ ۸۱ این جدول قرار گرفت. جی-هوپ در ۱۵ ژوئیهٔ ۲۰۲۲، نخستین آلبوم استودیویی خود را با عنوان جک این د باکس منتشر کرد.

## اوایل زندگی و تحصیلات
جی-هوپ با نام اصلی جونگ هو-سوک (به انگلیسی: Jung Ho-seok) در ۱۸ فوریهٔ ۱۹۹۴، در گوانگجوی کرهٔ جنوبی متولد شد و در کنار والدین و خواهر بزرگ‌ترش جونگ جی-وو، زندگی کرد.
او در مارس ۲۰۱۹، در رشتهٔ مدیریت ارشد کسب‌وکار در تبلیغ و رسانه، وارد دانشگاه مجازی هانیانگ شد. او پیش‌تر در رشتهٔ پخش و سرگرمی، از دانشگاه سایبر جهانی فارغ‌التحصیل شده بود.

## حرفه

### ۱۹۹۴ تا ۲۰۱۲: آغاز فعالیت‌ها
جی-هوپ پیش از شروع به کار در بی‌تی‌اس، عضو یک تیم رقص زیرزمینی به اسم نورون بود. او از سال چهارم دبستان تا اول دبیرستان که با بیگ هیت انترتینمنت قرارداد امضا کرد، به‌مدت شش سال در کلاس‌های رقص آکادمی موسیقی گوانگجو شرکت کرد. او به‌خاطر مهارت‌های رقص خود، فردی شناخته شده بود و چندین جایزهٔ کشوری رقص را از آن خود کرد که از آن جمله می‌توان به جایگاه اول در رقابت ملی رقص در سال ۲۰۰۸ اشاره کرد. استعداد جی-هوپ در رقص، در نهایت منجر به علاقه‌مندی او به خوانندگی و مصاحبه برای کارآموزی آیدلی شد. او در دوران کارآموزی در سال ۲۰۱۲، به‌عنوان رپر در ترانهٔ «حیوان» از جو کوان حضور یافت.

### ۲۰۱۲ تاکنون: بی‌تی‌اس
جی-هوپ در ۱۳ ژوئن ۲۰۱۳، با اجرا در ام! کانت‌داون به‌عنوان عضوی از بی‌تی‌اس شروع به کار کرد. او سومین عضو پس از آراِم و شوگا بود که به گروه پیوست. جی-هوپ در ۱۴ ژوئن ۲۰۱۹، به‌همراه دیگر عضو بی‌تی‌اس وی، در ترانهٔ «یک روز نو» با زارا لارسون همکاری کرد؛ این ترانه، موسیقی متن بازی دنیای بی‌تی‌اس بود.

### ۲۰۱۸ تاکنون: فعالیت‌های انفرادی
اولین میکس‌تیپ او به عنوان دنیای هوپ در تاریخ ۱ مارس ۲۰۱۸ منتشر شد. جی هوپ از ماهیت ماجراجویانه کتاب «بیست هزار فرسنگ زیر دریا» اثر ژول ورن و آثار کایل، Aminé و Joey Badass به عنوان منابع الهام و تأثیرگذار بر سبک او بخصوص در میکس تیپ Hope World نام می‌برد.
در ۲۷ سپتامبر ۲۰۱۹ به‌همراه بکی جی، تک‌آهنگ سوپ نودل مرغ را منتشر کرد که در جایگاه ۸۱اُم ۱۰۰ آهنگ داغ بیلبورد جای گرفت. این آهنگ با بیش از ۹ میلیون استریم و ۱۱ هزار دانلود در رتبه ۸۱ چارت بیلبورد قرار گرفت و جی هوپ را تبدیل به ششمین هنرمند کره ای و اولین عضو بی تی اس کرد که در یک فعالیت خارج از گروه در بیلبورد ۱۰۰ قرار می‌گیرد.
در ۲۴ اکتبر ۲۰۱۸ جیهوپ به همراه اعضای گروهش به دلیل خدمات شایسته در زمینه فرهنگ و هنر از رئیس‌جمهور این کشور حکم لیاقت فرهنگی را دریافت کرد.

## زندگی شخصی
جی-هوپ در سال ۲۰۱۶، آپارتمانی به ارزش ۱٬۶ میلیون دلار در کرهٔ جنوبی خریداری کرد. وی از سال ۲۰۱۹ تا کنون به‌همراه دیگر اعضای گروه در محلهٔ هانام-دونگ، سئول زندگی می‌کند.

### فعالیت‌های خیرخواهانه
او در تاریخ ۱۸ فوریه ۲۰۱۹، به‌منظور حمایت از دانش‌آموزان درحال تحصیلِ دبیرستان پیشین خود در گوانگجو، مبلغ ۱۰۰ میلیون وون (۹۰٬۰۰۰ دلار) به صندوق کودکان کره اهدا کرد. جی-هوپ پیش از این نیز در دسامبر ۲۰۱۸، مبلغ ۱۵۰ میلیون وون (۱۳۵٬۰۰۰ دلار) به همین سازمان اهدا کرده بود که به درخواست خود وی، در آن زمان مخفیانه انجام شد. او عضو خیریه Green Noble Club شد و یکسال بعد هم مبلغ ۱۰۰ میلیون دیگر به این مؤسسه اهدا کرد. وی در ۱۷ نوامبر ۲۰۲۰، ۱۰۰ میلیون وون به کودکانی که در دوران شیوع کرونا دچار مشکلات اقتصادی هستند، پرداخت کرد. در ۱۸ فوریه ۲۰۲۱ نیز مبلغ ۱۵۰ میلیون وون به کودکان دارای اختلالات بینایی و شنوایی و در ماه می همان سال ۱۰۰ میلیون وون به کودکان آسیب دیده تانزانیایی اهدا نمود.

خدمت سربازی
گروه «BTS»‌ در ماه اکتبر اعلام کردند برای سربازی اجباری نام‌نویسی خواهند کرد و «جین»‌ نخستین عضو از این گروه خواهد بود که دوره سربازی را آغاز می‌کند. سپس جی هوپ دومین عضو از این گروه بود که پس از جین به خدمت سربازی اعزام شد.
اعضای این گروه قصد داشتند پروژه‌های انفرادی را در پیش بگیرند و در سال ۲۰۲۵ پس از اتمام دوره خدمت هر هفت عضو،‌ به همدیگر ملحق شوند.

## ترانه‌شناسی

### آلبوم‌های استودیویی
| عنوان         | جزئیات                                                                   |
| ------------- | ------------------------------------------------------------------------ |
| جک این د باکس | - انتشار: ۱۵ ژوئیهٔ ۲۰۲۱ - ناشر: بیگ هیت - قالب‌ها: دانلود دیجیتال، استریم |

## واژه‌نامه
1. ↑  Neuron
2. ↑  Animal